# Bastion Peak, Antarktis
Bastion Peak är en bergstopp i Antarktis. Den ligger i Västantarktis. Argentina, Chile och Storbritannien gör anspråk på området. Toppen på Bastion Peak är 1 610 meter över havet.
Terrängen runt Bastion Peak är varierad. Trakten är obefolkad. Det finns inga samhällen i närheten.